# Hold On to Let Go
"Hold On to Let Go" is een nummer van de Nederlandse zanger en muzikant Danny Vera. Het nummer verscheen op zijn ep The New Black and White Pt. IV - Home Recordings uit 2020. Op 27 maart van dat jaar werd het uitgebracht als de eerste single van de ep. Enkele maanden later kwam het ook uit op zijn studioalbum The New Now.

## Achtergrond
"Hold On to Let Go" is geschreven door Vera en geproduceerd door Frans Hagenaars en Vera. Vera bracht het nummer aan het begin van de coronacrisis uit, omdat hij vond dat de hoopvolle tekst bij die tijd paste. Bij een optreden in het televisieprogramma De Wereld Draait Door vertelde hij hierover: "Ik schreef het een tijdje terug. Ik had thuis een studiootje gemaakt, omdat ik mij verveelde. Ik was met een paar liedjes bezig, maar ik vond het afgezaagd. Ik vond het niet lekker en toen speelde ik dit nieuwe liedje. Ik vond het een hoopvolle tekst." Bij Jinek vertelde hij dat het nummer tot stand kwam nadat hij op zijn telefoon een geïmproviseerde tekst opnam. De tekst die hij toen zong, resulteerde uiteindelijk in het nummer.
"Hold On to Let Go" is het enige nieuwe nummer dat in september 2020 op de ep The New Black and White Pt. IV - Home Recordings verscheen, die daarnaast bestaat uit covers en nieuwe versies van een aantal van zijn oudere nummers. Enkele maanden later werd het nummer ook uitgebracht als vinylsingle met een dubbele A-kant, samen met een nieuwe versie van "Pressure Makes Diamonds". Ook verscheen het nummer op zijn studioalbum The New Now.
"Hold On to Let Go" werd geen grote hit; het kwam in Nederland niet in de Top 40 terecht en bleef steken op de negentiende plaats in de Tipparade. Desondanks bleek het onder het publiek wel populair: zo was het in 2021 een van de hoogste nieuwe binnenkomers in de NPO Radio 2 Top 2000.

## NPO Radio 2 Top 2000
| Nummer met noteringen in de NPO Radio 2 Top 2000 | '21 | '22 | '23  | '24  |
| ------------------------------------------------ | --- | --- | ---- | ---- |
| Hold On to Let Go                                | 649 | 976 | 1290 | 1599 |

1. ↑  Een vetgedrukt getal geeft de hoogste notering aan.
2. ↑  2021 was het eerste jaar met een notering voor dit nummer.